# أسعد عبد الكريم الفريح
أسعد عبد الكريم الفريح عسكري وشاعر وأديب وداعم للرياضة سعودي. شغل سابقا منصب مدير الأمن العام بوزارة الداخلية السعودية حتى أحالتة للتقاعد في عام 2003 وهو برتبة فريق أول. عين بعدها مستشاراً بمكتب وزير الداخلية حينها الأمير نايف بن عبد العزيز.

## النشأة
ولد في مدينة جدة السعودية ونشأ وترعرع فيها.

## الحياة العملية
التحق بمدرسة الشرطة، وتخرج منها برتبة ملازم عام 1384هـ. ليعمل بعدها في النجدة بجده ثلاث سنوات ثم في معهد المرور سنتين ثم في المرور ثلاث سنوات. لينتقل بعدها إلى مرور الرياض لمدة عامين ليتم تعيينه بعدها مديرًا لمرور عسير عام 1393هـ، حتى تم ابتعاثه لأمريكا لمدة سنة وأربعة أشهر نال خلالها شهادة اللغة الإنجليزية ودورة بوليسية. ودورة أسلوب التعليم. ثم العودة لمرور عسير ثم مديرًا لمرور الطائف عام 1395هـ ثم مديرًا لمعهد المرور بالرياض عام 1397هـ فمديرًا لمرور جدة عام 1398هـ ثم انتقل عام 1404هـ للإدارة العامة للمرور وفي عام 1406هـ تم تعيينه مديرًا لجوازات منطقة الرياض وفِي عام 1407هـ تعين مدير جوازات منطقة مكة المكرمة قضى فيها خمس سنوات ثم أعيد مديرًا لجوازات منطقة الرياض عين بعدها نائبًا لمدير عام الجوازات ثم مديرًا عامًا للجوازات ثم صدر أمر بتعيينه مديرًا للأمن العام وبعد ذلك تمت الاستعانة بخدماته مستشارًا لوزير الداخلية.

## مدير الأمن العام
شغل منصب مدير الأمن العام بوزارة الداخلية السعودية في الفترة من 1419هـ حتى 1424هـ.

## الشعر
كتب الشعر منذ صغره. له قصائد عديدة في الشعر الغنائي والوطني، كتب أكثر من خمسين قصيدة وطنية، تغنى بها العديد من الفنانين، كان من أبرزها (يا هلا بك يالمعارك) و (ملك القلوب) وقصيدة (حبيبتي ديرتي) التي تغنى بها طلال مداح، وقصيدة (جيتك مرحبا بك) والتي غناها محمد عبده. كذلك غنى من كلماتة عبادي الجوهر ومغنون أخرون.

## مقالات
كاتب رأي، في عدة صحف منها جريدة الوطن السعودية. وصحيفة عكاظ، وموقع العربية نت.

## الرياضة
كان عضو شرف فعّال في نادي الاتحاد السعودي. 